# Tiziana Fabbricini
Tiziana Fabbricini (Asti, 23 febbraio 1959) è un soprano italiano.
Il soprano Tiziana Fabbricini si ricorda per il ruolo di Violetta ne La traviata di Giuseppe Verdi. Con quell'opera guadagnò una fama internazionale nel 1990, sul palcoscenico del Teatro alla Scala di Milano, diretta da Riccardo Muti: l'opera, infatti, dopo la contestata messa in scena del 1964, non era più stata ripresa nelle stagioni scaligere. Da allora la Fabbricini è stata nei panni di Violetta per più di 150 volte, nei teatri di tutto il mondo. Nel 1992 partecipa alla ripresa de  Il viaggio a Reims diretto da  Claudio Abbado a Ferrara, nel ruolo della Contessa di Folleville.Tra gli altri suoi grandi successi Tosca  interpretata per la prima volta a Berlino nel 1993 e poi ripresa più volte alla Bayerische Staatsoper di Monaco di Baviera. Tosca diventerà il ruolo pucciniano più volte interpretato dalla Fabbricini sia in Italia che all'estero. Debutta alla  Staatsoper di Vienna nel 1993 con La traviata e vi ritorna nel 1994 con Manon Lescaut con la direzione di Antonio Pappano.
Nel 1996 ottiene un grandissimo successo la sua interpretazione di Donna Fiorilla ne Il turco in Italia di Gioachino Rossini al Théâtre Royal de la Monnaie a Bruxelles, dove rivela una notevole vis-comica sotto la regia dei fratelli Hermann e la direzione di Ivan Fischer.La produzione verrà ripresa con notevole successo anche al théâtre du Châtelet  di Parigi e poi nuovamente alla Monnaie nel 1997 sotto la direzione di Philippe Jordan.Sempre nel 1997 è Maria Stuarda all'Opera di Roma.
Nel 1999 debutta con successo al Grand Théâtre di Ginevra il ruolo di Lady Macbeth nel Macbeth di Giuseppe Verdi, ruolo che riprenderà nel 2001 durante il festival del centenario verdiano al Teatro Regio di Parma.Seguirà poi il ruolo di Odabella nell'Attila di Giuseppe Verdi. 
Negli ultimi anni si è fatta apprezzare soprattutto nel repertorio novecentesco con varie edizioni di La voix humaine di Francis Poulenc ,come Istitutrice nel Il giro di vite (The Turn of the Screw) di Benjamin Britten, nel ruolo della protagonista in The Medium di Giancarlo Menotti e nel ruolo di Donna Amalia in Napoli milionaria di Nino Rota. Il compositore Marco Taralli ha composto espressamente per lei due opere : "Nuur" e "La Rivale" .
Attualmente è docente di Canto per i corsi preaccademici dell’Istituto superiore di studi musicali Gaetano Donizetti di Bergamo.

## Repertorio
- Daniel-François-Esprit Auber: La muta di Portici
- Benjamin Britten Il giro di vite (The Turn of the Screw)
- Francesco Cilea: Adriana Lecouvreur
- Gaetano Donizetti: Lucia di Lammermoor, Anna Bolena, Maria Stuarda
- Umberto Giordano: Andrea Chénier
- Ruggero Leoncavallo: Pagliacci
- Pietro Mascagni: Cavalleria rusticana
- Wolfgang Amadeus Mozart: Don Giovanni
- Giovanni Paisiello: La serva padrona
- Nicola Porpora: Arianna in Nasso
- Giacomo Puccini: Manon Lescaut, Tosca
- Gioachino Rossini: Il turco in Italia, Il viaggio a Reims
- Giuseppe Verdi: La traviata, Macbeth, Attila
- Nino Rota: Napoli milionaria
- Francis Poulenc: La voix humaine
- Giancarlo Menotti: The Medium

## Teatri
Ha cantato nei principali teatri, all'estero e in Italia. Tra questi si ricordano il Metropolitan di New York, il Teatro alla Scala di Milano, lo Staatsoper di Berlino, l'Opéra Bastille di Parigi, il Teatro Regio di Parma, Opera di Roma, lo Staatsoper di Vienna.

## Discografia
- "Attila", di Giuseppe Verdi
- Arianna in Nasso, di Nicola Porpora
- La traviata, di Giuseppe Verdi (dir: Riccardo Muti) (Sony Classical - con Roberto Alagna, Paolo Coni)
- Napoli milionaria (Dvd) dir.Giuseppe Grazioli - con Alfonso Antoniozzi